# فيكتور روجاس (لاعب كرة قدم)
فيكتور روجاس (بالإسبانية: Victor Rojas)‏ هو لاعب كرة قدم فنزويلي في مركز الوسط، ولد في 18 فبراير 1995 في ولاية ميرندا في فنزويلا. لعب مع نادي لاس فيغاس لايتس.